# Fußballclub Wacker Innsbruck 2012-2013

## Organico

### Rosa
Fonte:
| N. |                      | Ruolo | Calciatore       |
| -- | -------------------- | ----- | ---------------- |
| 1  | Ungheria (bandiera)  | P     | Szabolcs Sáfár   |
| 20 | Austria (bandiera)   | P     | Markus Egger     |
| 27 | Austria (bandiera)   | P     | Martin Siding    |
| 4  | Austria (bandiera)   | D     | Georg Harding    |
| 5  | Austria (bandiera)   | D     | Dario Đaković    |
| 7  | Austria (bandiera)   | D     | Alexander Hauser |
| 10 | Austria (bandiera)   | D     | Peter Hackmair   |
| 23 | Austria (bandiera)   | D     | Marco Kofler     |
| 28 | Austria (bandiera)   | D     | Fabian Hafner    |
| 2  | Spagna (bandiera)    | D     | Iñaki Bea        |
| 6  | Turchia (bandiera)   | D     | Bülent Bilgen    |
| 8  | Rep. Ceca (bandiera) | D     | Martin Švejnoha  |
| 3  | Rep. Ceca (bandiera) | C     | Tomáš Abrahám    |
| 13 | Austria (bandiera)   | C     | Marcel Schreter  |

| N. |                     | Ruolo | Calciatore             |
| -- | ------------------- | ----- | ---------------------- |
| 14 | Austria (bandiera)  | C     | Thomas Bergmann        |
| 15 | Austria (bandiera)  | C     | Marco Köfler           |
| 17 | Austria (bandiera)  | C     | Mathias Perktold       |
| 24 | Austria (bandiera)  | C     | Christopher Wernitznig |
| 25 | Austria (bandiera)  | C     | Thomas Löffler         |
| 26 | Austria (bandiera)  | C     | Daniel Schütz          |
| 29 | Austria (bandiera)  | C     | Muhammed Ildiz         |
| 9  | Slovenia (bandiera) | A     | Miran Burgič           |
| 21 | Polonia (bandiera)  | A     | Konrad Gilewicz        |
| 11 | Spagna (bandiera)   | A     | Carlos Merino          |
| 16 | Austria (bandiera)  | A     | Lukas Hinterseer       |
| 18 | Austria (bandiera)  | A     | Andreas Bammer         |
| 19 | Austria (bandiera)  | A     | Alexander Fröschl      |
| 22 | Austria (bandiera)  | A     | Julius Perstaller      |

### Staff tecnico
| Allenatore:            | Roland Kirchler  |
| Allenatore in seconda: | Florian Klausner |
| Preparatore atletico:  | W. Leitenstorfer |
| Massaggiatore:         | Hans Fischnaller |